# Dark Days In Paradise
A Dark Days In Paradise Gary Moore 1997-es nagylemeze.

## Története
Gary Moore az 1990-es "Still Got The Blues"-tól számítva 1995-ig csak olyan lemezeket rögzített, melyek középpontjában a blues állt, kivétel ez alól a Cream két tagjával, Jack Bruceszal és Ginger Bakerrel történő együttműködése, valamint néhány kislemez (pl.: One Day).
1996-ban viszont megjelent a "The New EP" című középlemez, amely tartalmazott már dalokat az új albumról.
1997-ben megjelent a nagylemez.

## Számlista
1. One Good Reason – 3:02
2. Cold Wind Blows – 5:26
3. I Have Found My Love in You – 4:53
4. One Fine Day – 4:58
5. Like Angels – 7:32
6. What Are We Here For? – 5:44
7. Always There for You – 4:33
8. Afraid of Tomorrow – 6:42
9. Where Did We Go Wrong? – 6:36
10. Business As Usual – 13:36

## Közreműködő zenészek
- Gary Moore – gitár, ének
- Magnus Fiennes – billentyűs hangszerek, programozás
- Gary Husband – dob
- Dee Lewis – vokál
- Phil Nicholas – billentyűs hangszerek, programozás
- Guy Pratt – basszusgitár